# Belorchestes sectus
Belorchestes sectus är en kvalsterart som beskrevs av Pérez-Íñigo och Peña 1996. Belorchestes sectus ingår i släktet Belorchestes och familjen Zetorchestidae. Inga underarter finns listade.